# Kanakysaurus viviparus
Kanakysaurus viviparus là một loài thằn lằn trong họ Scincidae. Loài này được Sadlier & Bauer, Smith & Whitaker mô tả khoa học đầu tiên năm 2004.